# Lucius Clay
Lucius Dubignon Clay (Marietta, 23 aprile 1897 – Chatham, 16 aprile 1978) è stato un generale statunitense, comandante militare della Germania immediatamente dopo la Seconda Guerra Mondiale.
Clay fu il vice del Generale Dwight D. Eisenhower nel 1945; vice governatore della Germania nel 1946; generale delle U.S. Forces in Europa e governatore militare statunitense delle zone di occupazione della Germania dal 1947 al 1949, anno in cui fu congedato. Clay rivestì un ruolo di primo piano nella gestione americana del blocco di Berlino. Alla sua memoria è intitolata la Lucius D. Clay Kaserne di Wiesbaden (Assia).

## Biografia
Clay nacque a Marietta (Georgia), sesto ed ultimo figlio di Alexander Stephens Clay, che prestò servizio nel senato americano dal 1897 al 1910. Questo ramo della famiglia Clay non era molto in contatto con il famoso uomo di stato Henry Clay. Lucius Clay si laureò a West Point nel 1918 e ricoprì svaritati ruoli di ingegneria civile e militare durante gli anni '20 e gli anni '30, dall'insegnamento a West Point, fino alla progettazione di dighe ed aeroporti civili, diventando nel 1942 il più giovane brigadiere generale degli Stati Uniti nell'esercito.  In questi anni acquistò una reputazione di portatore di ordine per la sua efficienze operazionale fuori dal caos, e per essere un eccezionale e disciplinato lavoratore, lavorando ininterrottamente per diverse ore e rifiutando di fermarsi durante le pause.

### Seconda guerra mondiale

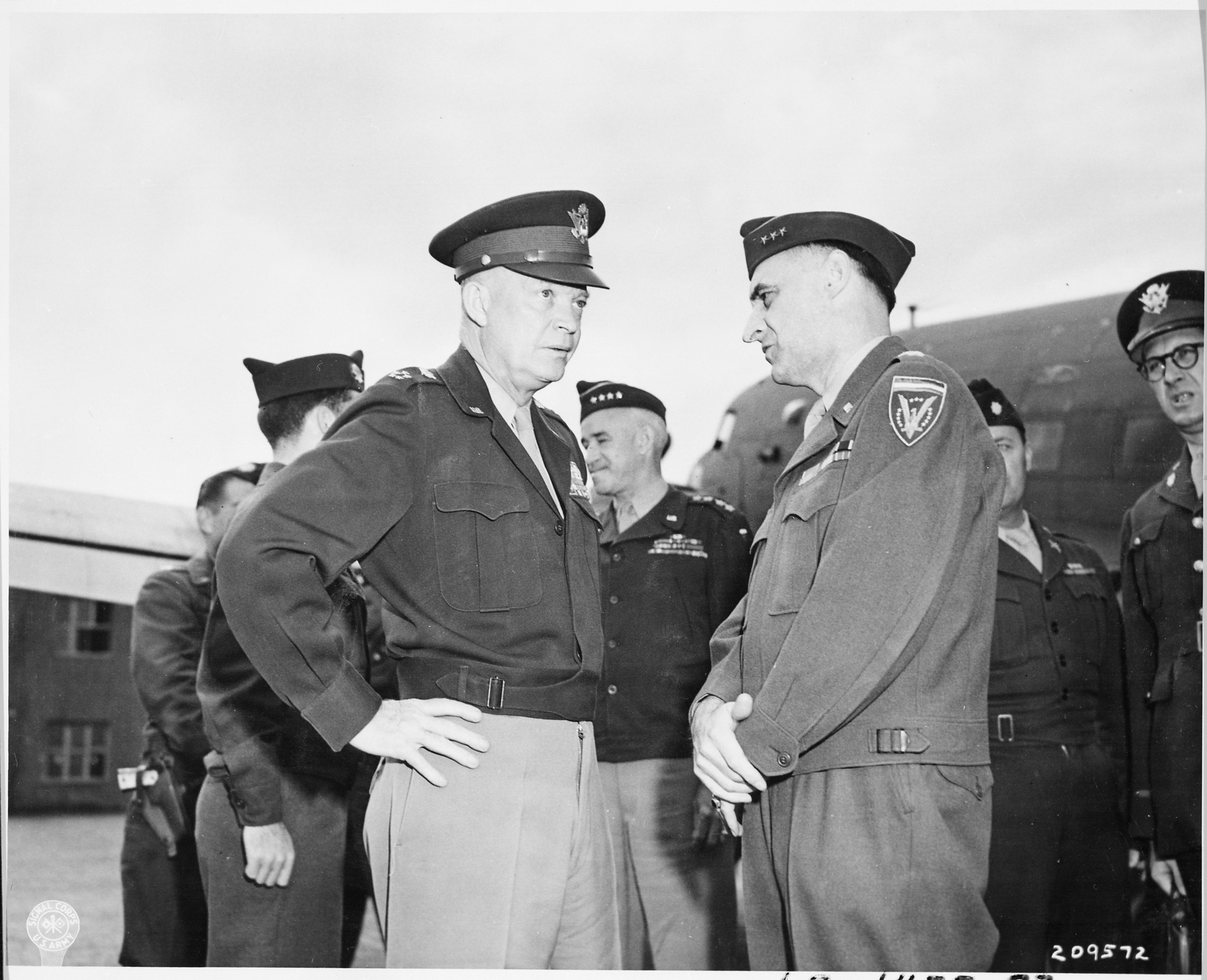
Clay con il generale D.D. Eisenhower al Gatow Airport di Berlin durante la Conferenza di Potsdam del 1945.

Clay non partecipò direttamente ai combattimenti, ma ottenne la Legion of Merit in 1942, the Distinguished Service Medal nel 1944, e fu insignito della Bronze Star per la sua azione di recupero del porto francese di Cherbourg, abbandonato in condizioni critiche dalle truppe tedesche appena dopo il D-Day.  Nel 1945 fu nominato vice del Generale Dwight D. Eisenhower. L'anno seguente fu nominato Governatore della Germania nell'occupazione alleata.
Volle successivamente commentare riguardo all'occupazione le direttive che progettavano le sue azioni e quelle del Generale Eisenhower:
Influenzò notevolmente il discorso di Stoccarda del 1946 tenuto dal Segretario di Stato degli USA James F. Byrnes.
Dal 1947 al 1949, fu governatore militare del settore statunitense in Germania, e in quanto tale commissionò a Lewis H. Brown la scrittura di un "Report sulla Germania," che servì come raccomandazione principale per la ricostruzione della Germania nel dopoguerra, e servì come base per il Piano Marshall. Clay fu promosso a luogotenente il 17 aprile 1945 e a generale il 17 marzo 1947. In questo periodo ingaggiò il noto intellettuale e Capitano dell'Esercito Statunitense Melvin J. Lasky.
Il 25 giugno 1948, il giorno dopo che l'Unione Sovietica impose il Blocco di Berlino, Clay ordinò il ponte aereo di Berlino. Questo fu un atto di sfida verso i sovietici, un'incredibile prodezza logistica, un momento fondamentale della Guerra fredda, e una dimostrazione del supporto americano ai cittadini di Berlino.
Clay è ricordato come un eroe per aver ordinato e mantenuto il ponte aereo, che restò attivo per 324 giorni, fino al maggio 1949. Alcuni giorni dopo la rimozione del ponte lasciò il suo posto.

### Caso Ilse Koch
In qualità di comandante americano della zona tedesca rilasciò Ilse Koch (conosciuta anche come la  "strega di Buchenwald" dagli internati per il suo crudele sadismo e immoralità riguardo ai prigionieri) nel 1949.